# Bernardo Redín
Bernardo Redín Valverde (Cali, 1963. február 26. –) korábbi kolumbiai válogatott labdarúgó. Az 1980-as években a Deportivo Cali labdarúgójaként nagy párost alkotott a középpályán Carlos Valderramával.
Pályafutása során a CSZKA Szofijaban, az América de Caliban, a Deportivo Caliban és az Atlético Huilában szerepelt.
A kolumbiai labdarúgó-válogatottban 1987 és 1991 között 40 alkalommal szerepelt és öt gólt szerzett. Tagja volt az 1990-es labdarúgó-világbajnokságon részt vevő válogatott keretének, ahol két gólt szerzett.

## Külső hivatkozások
- national-football-teams.com